# Правителство на Богдан Филов 1
Първото правителство на Богдан Филов е петдесет и осмо правителство на Царство България, назначено с Указ № 9 от 15 февруари 1940 г. на цар Борис III. Управлява страната до 11 април 1942 г., след което е наследено от второто правителство на Богдан Филов.

## Политика
С идването си на власт новото правителство предприема редица антидемократични реформи. През януари 1941 г. е внесен в Народното събрание, приет и започва да се прилага „Закон за защита на нацията“. Той има антисемитски характер и ограничава силно гражданските и политическите права и културната и стопанска дейност на българските евреи. През април 1940 г. е гласуван от Народното събрание „Закон за гражданската мобилизация“. Задачата му е посредством заплаха за бърза съдебна разправа да се тушира недоволството на населението от външната политика на правителството и икономическите проблеми, съпътстващи войната. Едновременно с гласуването му, за да се избегне спекулата и да се осигури правилното снабдяване на населението с храни и предмети от първа необходимост, е организирана Дирекция за гражданска мобилизация. Половин година по-късно в България е въведена купонна система.

### 1940 – 1941
На 29 декември 1940 г. е приет „Закон за организиране на българската младеж“ в профашистката организация „Бранник“. Издръжката ѝ се поема от държавата. Позицията на неутралитет позволявана на страната да получи подкрепата на Съглашението и Тройния съюз по добруджанския въпрос. Притисната от Великите сили, Румъния е принудена след продължителни преговори да подпише на 7 септември същата година в Крайова договор за връщане на Южна Добруджа в българските граници. Договорът предвижда българското население от Северна Добруджа да бъде изселено в границите на царството, а румънците и румъно-македонците (куцувласите) да напуснат Южна Добруджа. Това е единственият международен договор, сключен по време на войната, който не е оспорен от победителите. Присъединяването на Южна Добруджа е голям успех за политиката на цар Борис III.
През лятото на 1940 г. на европейската сцена настъпват големи проблеми. За два месеца Германия разгромява Нидерландия, Белгия и Франция. СССР окупира Прибалтийските републики, част от Финландия, Бесарабия и Буковина, а Румъния и Унгария се присъединяват към Тристрания пакт. Прогерманска ориентация има и Югославия. Българският монарх и правителството са подложени на силен натиск от воюващите страни. През октомври същата година царят получава лично послание от английския крал, с което се предупреждава, че ако България се присъедини към Тройния съюз, територията ѝ ще стане арена на военни действия. На 25 ноември същата година на дипломатическо посещение пристига заместник-комисарят на външните работи на СССР – Аркадий Соболев. На българското правителство е предложен двустранен военен договор, насочен срещу евентуален агресор. Проектът за военно обвързване е отхвърлен от кабинета поради три причини – страх от засилване на руското влияние в България, съдбата на Полша и Прибалтийските републики и слабостта на руската армия, която не би могла да запази България от евентуална германска агресия.
Най-силен е натискът за участие на България във войната от страна на Германия и Италия. Цар Борис III отхвърля предложението на Мусолини за съвместни военни действия срещу Гърция. В края на 1940 г., раздразнен от опитите на България да запази неутралитет, Хитлер предупреждава монарха, че германците имат два начина да влязат в нейната територия – като приятели или като врагове. Три месеца по-късно 500-хилядна немска армия достига северната граница на България. Реалната опасност от германска агресия окончателно решава „избора“ на България. На 1 март 1941 г. във Виена министър-председателят Богдан Филов подписва договор за присъединяване на България на страната на Тройния съюз. Територията на страната се превръща в плацдарм на немските войски за настъпление срещу Югославия, Гърция и СССР, но армията ѝ не участва в агресията (единствена от съюзниците на Тройния съюз). Девет месеца по-късно под натиска на Германия, българското правителство обявява война на Англия и САЩ.
До средата на април 1941 г. германските войски окупират Гърция и Югославия. На 3 май същата година от територията на Западна Тракия, островите Тасос и Самотраки и Егейска Македония е образувана Беломорска област под административен и военен контрол на България. До март 1942 г. в тези райони са върнати над 58 000 български бежанци и са възстановени старите български епархии и училища. Държавата отпуска огромни средства за прокарване на пътища, откриват се нови болници и е осигурена необходимата храна за населението. През есента на същата година е потушено организираното от гръцката съпротива Драмско въстание. Относно правата върху териториите на Македония България има сериозни проблеми с Италия. Под властта на италианците остават градове с преобладаващо българско население – Дебър, Кичево, Струга, Тетово и Гостивар. Българското правителство извършва огромна дейност за осигуряване на продоволствие на населението в областта, развитие на пътната мрежа и откриване на нови български училища. През 1942 г. в Скопие е открит университет. Освободени са пленените от германците младежи от Македония, служещи в югославската армия и са амнистирани част от политическите затворници. Българското население в областта активно подкрепя промените.
На 22 юни 1941 г. Германия неочаквано напада бившия си съюзник СССР. Основната причина за агресията са огромните възможности на руските територии като суровинен източник. Въпреки че България не изпраща войски на Източния фронт и запазва дипломатическите си отношения със СССР, съветското правителство активно подкрепя започналата на 24 юни същата година нелегална въоръжена борба на част от опозицията. На 14 и 28 август 1941 г. с руски подводници са прехвърлени на българска територия комунисти емигранти, обучени за подривна дейност. Ръководител на групите е офицерът от съветската армия Цвятко Радойнов. Един месец по-късно с парашути в Добруджа, Хасково, Беломорието и Тетевенско са прехвърлени нови диверсионни групи. По-голямата част от нелегалните дейци загиват в сражения с полицията. В отговор на протестите на българското правителство съветската страна декларира, че няма нищо общо с акциите.

### 1941 – 1942
През периода юни 1941 – февруари 1943 г. въоръжената съпротива в България е слаба. Съществуват няколко лошо въоръжени партизански отряди, акциите им са малко бойни и не засягат важни военни и икономически обекти. Организирани са първите диверсионни и бойни групи (екзекутирали един от водачите на профашисткото движение в България – ген. Луков). Повечето от тях обаче са разгромени бързо от полицията. Основната част от нелегалните са членове на Комунистическата партия и се подчиняват на заповедта на Коминтерна за организиране на въоръжена борба срещу правителството – съюзник на Германия. Причините през този период да липсва масовост в съпротивителното движение са две – авторитетът на цар Борис III и стремежът към запазване на националното обединение. Загубата на войната от Германия би довела до възстановяване границите по Ньойския договор и вероятно до нова национална катастрофа. Правителството взема редица мерки за ограничаване на въоръжената борба. На 10 юли 1941 г. депутатите комунисти са касирани и въдворени в концентрационни лагери. В унисон с новата политическа обстановка в страната е видоизменен „Законът за защита на държавата“. Под натиск на Германия е засилено преследването на евреите – забранено им е да носият български имена, да излизат извън населеното място, където живеят и имуществото им е обложено с еднократен данък. За „разрешаване“ на проблемите им е образувано Комисарство по еврейските въпроси.

## Съставяне
Кабинетът, оглавен от Богдан Филов, е образуван от политически дейци, произлизащи от дворцовите среди и провеждащи политиката на царя.

### Кабинет
Сформира се от следните 10 министри:
| министерство                                | име | име              | партия     |
| ------------------------------------------- | --- | ---------------- | ---------- |
| председател на Министерския съвет           |     | Богдан Филов     | безпартиен |
| външни работи и изповедания                 |     | Иван Попов       | безпартиен |
| вътрешни работи и народно здраве            |     | Петър Габровски  | безпартиен |
| народно просвещение                         |     | Богдан Филов     | безпартиен |
| финанси                                     |     | Добри Божилов    | безпартиен |
| правосъдие                                  |     | Васил Митаков    | безпартиен |
| война                                       |     | Теодоси Даскалов | военен     |
| търговия, промишленост и труд               |     | Славчо Загоров   | безпартиен |
| земеделие и държавни имоти                  |     | Иван Багрянов    | безпартиен |
| обществени сгради, пътища и благоустройство |     | Димитър Василев  | безпартиен |
| железници, пощи и телеграфи                 |     | Иван Горанов     | безпартиен |

### Промени в кабинета

#### от 4 февруари 1941
| министерство               | име | име                 | партия     |
| -------------------------- | --- | ------------------- | ---------- |
| земеделие и държавни имоти |     | Богдан Филов (упр.) | безпартиен |

#### от 15 февруари 1941
| министерство               | име | име           | партия     |
| -------------------------- | --- | ------------- | ---------- |
| земеделие и държавни имоти |     | Димитър Кушев | безпартиен |

## Събития
- януари 1940 – Правителството публикува „Закон за организирането на българската младеж“, в който са регламентирани въпросите за създаването, функционирането, компетенциите на младежката организация „Бранник“, която е поставена под върховното ръководство на министър-председателя. За нейните членове се ушиват специални униформи като стремежът е в нея да се обхванат всички ученици от прогимназиите и гимназиите.
- 1 март 1941 – Във Виена министър-председателят Богдан Филов подписва договор за присъединяване на България на страната на Тройния съюз.